# 베카리대꼬리박쥐
베카리대꼬리박쥐 또는 베카리칼집꼬리박쥐(Emballonura beccarii)는 대꼬리박쥐과에 속하는 박쥐의 일종이다. 뉴기니 그리고 인도네시아와 파푸아뉴기니 인근 지역의 일부 섬에서 발견된다.